# Нет-арт

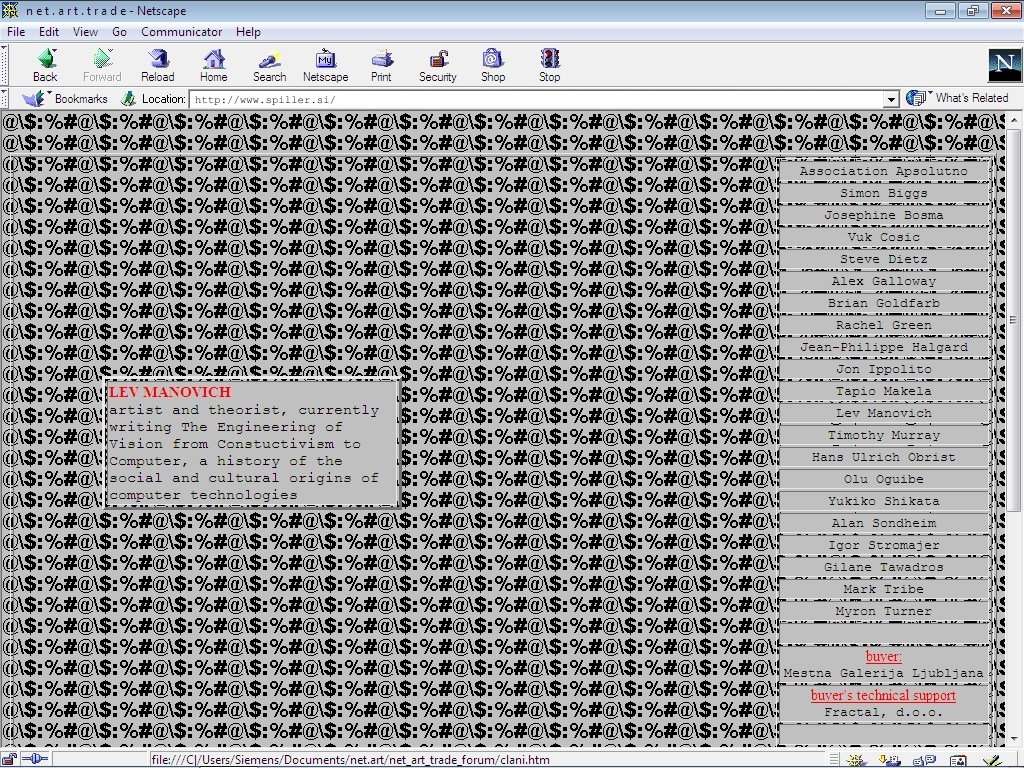
Приклад нетарту - вебсайт net.art.trade

Нет-арт (англ. Net. Art — «мережеве мистецтво», Internet art, Interactiv. Art, Web Art), — вид медіамистецтва, який використовується як основний засіб вираження середовища глобальної мережі Інтернет. Сюди входять соціальні мережі, визначені творами мистецтва, художнє використання аналогових мереж, а також художні твори, що використовують цифрові мережеві сервіси, такі як Всесвітня павутина або інші комунікаційні мережі, такі як стільникові мережі.

## Поняття
Інтернет-мистецтво — це природно вживаний термін в англо-американській мовній області. З 1982 року глобальну мережу комп'ютерних мереж все частіше називають Інтернетом. Буквальний переклад «Інтернет-мистецтво» часто викладають як «мистецтво, яке можна побачити у Всесвітній павутині».
Нет-арт — зазвичай означає роботу з цифровими мережами та Інтернет-послугами, такими як Всесвітня павутина. Серед художників цей термін є абревіатурою від міжнародного мережевого мистецтва. Це своєрідний товарний знак певної групи художників, які використовують вебсайти та Інтернет як художній матеріал з 1994 року. Учасниками групи є Вук Чосіч, Джоан Хемскерк та Дірк Паесманс, Олексій Шульгін, Олія Ляліна, Хіт Бантінг. Групу описали Тільман Баумгартель, Жозефіна Босма, Ганс Дітер Хубер та Піт Шульц, частково як пародію на авангардистський рух.

## Форми нет-арту
Нет-арт є частиною руху за вільний обмін інформацією, програмним забезпеченням та ідеями в умовах комерціалізації мережі. Мистецтво та електронна цивільна непокора перекривались. Відповідальне використання деструктивних естетичних, цифрових чи соціальних кодів у контексті громадянської непокори та свободи мистецтва включає егоцентричну пропаганду мистецтва неоїзму, а також невизначеність користувачів Інтернету через художні втручання у доступ до Всесвітньої павутини, наприклад, через вебсайт, які сприяють критичному усвідомленню стосунків із середовищем.
Мистецтво використовує всі доступні мережі. Доступна у всьому світі поштова система, що виникла в 1960-х роках, коли майже всі засоби телекомунікацій були інтегровані як державні послуги, спочатку мала на меті змінити суспільство, з одного боку, як художній об'єкт, а з іншого боку, як засіб для художніх процесів у мережах на його основі. Тож дуже рано з'явились самопроголошені поштові кур'єри, як свого роду Виконавці поштового мистецтва, які доставляли поштове мистецтво. Сьогодні існує електронна пошта.
Найчастіше нет-арт існує у вигляді вебсторінки, яка не несе функціонального навантаження і містить візуальні, текстові та аудіо-компоненти. Web Art — це цифрове мережеве мистецтво, яке, як художня робота з вебсайтами, виходить за рамки їх простого дизайну, наприклад, художньо звертаючись до умов сприйняття та маніпуляцій в Інтернеті. Вебмистецтво завжди пов'язане з цифровим мережевим мистецтвом. Він використовує той же інтерфейс з веббраузером, що і комерційний вебдизайн.
Веб комікси — це комікси, які переважно публікуються в Інтернеті. Це слід відрізняти від коміксів, що випускаються для друку, а також публікуються в Інтернеті. Переходи можуть бути плавними.
За класифікацією Олексія Шульгіна, одного з авторів маніфесту російського нет-арту, за формою і характером задуму твори мережевого мистецтва є:
1. Story telling/Складання історій
2. Звіт про подорож
3. Інтерактивні проекти: форми для заповнення і CGI-скрипти, які передбачають безпосередню участь глядача
4. Мережа як естетичний об'єкт: візуальні аспекти гіпертексту, модемного з'єднання, браузера і анімованого Gif'a
5. Subversion / Повалення
6. Створення помилкових ідентичностей
7. Програмний продукт як твір мистецтва
8. Комунікаційні проекти
9. Self-promotion

Сучасні форми мережевого мистецтва пов'язані зі змінами у сферах телекомунікацій, соціальної взаємодії та сприйняття у медіа-суспільстві.

## Історія
До епохи Інтернету перші зразки нет-арту (ASCII-графіка) розміщувалися в мережі Фідонет і на BBS. З точки зору ідеології нет-арт є наступником авангардних художніх напрямків XX-го століття — дадаїзму, ситуаціонізму, концептуального і телекомунікаційного мистецтва, Флуксусу, відео арту та кінетик арту, хепенінгів і перфомансів.
У 1960-х роках під впливом Концептуального мистецтва та Реалізму модерну виникли спочатку концептуальні та орієнтовані на процеси мережі, такі як мережа мистецтв Майларт та кореспонденція. Цей аналог «мистецтво з мережами» та «мистецтво в мережі» було непросто зрозуміти з історичної точки зору: після реалізації процесуального художнього твору в комунікативних процесах з'явилися побічні продукти: листи, картки та каталоги пошти, а також документи соціальної рецепції в архівах художників, але мало що можна продати в арт-бізнесі. Тому художньо-історична обробка за сучасними стандартами була затриманою і спочатку поверхневою.
Серед перших ініціаторів створення таких мереж були такі художники, як Рей Джонсон, який використовував свої комунікативні контексти для частково реальних, частково віртуальних виставок; Ів Кляйн та Бен Вотьє, які влаштовували постскандали; Кен Фрідман, чий виставковий проект «Omaha Flow Systems» (1972) мав характер мережі зв'язку та подій. У 1968 році Роберт Філліу ввів із Джорджем Брехтом термін «Fete Permanente / Eternal Network», який був характерний для культурної ситуації того часу
Попередниками нет-арту вважають художників, які до появи Інтернету працювали з комунікаційними технологіями: факсом, відеотекстом, телефоном та іншими. Першим значущим об'єднанням мережевих художників є голландська арт-група Jodi (Joan & Dirk), в її проектах часто обігрується тема глобалізації та політики великих корпорацій.
Ці форми мережевого мистецтва вже природно включали електронні мережі на додаток до мереж, таких як поштові листи, наприклад B. Телефон і факс . 12. Січень 1985 р. Джозеф Бойс брав участь у проекті «Global Art Fusion» разом з Енді Уорхолом та японським художником Каїєм Хігасіямою. Це був міжконтинентальний проект FAX-ART, започаткований концепт-художником Уелі Фухсер, в якому факс із малюнками всіх трьох залучених художників був розісланий по всьому світу протягом 32 хвилин.
До початку 90-х у зв'язку з поширенням персональних комп'ютерів і появою Інтернету кількість мережевих і медіа-художників збільшилася. У 1996 році в Нью-Йорку з'явилася мережева платформа «Rhizome», метою якої була систематизація всіх існуючих нет-арт проектів. Сьогодні ця багатонаціональна спільнота нових медіа є найбільшою і регулярно поповнюється колекцію мережевого мистецтва. Новий виток історії інтернет-мистецтва — соціальні мережі, пропонують велику кількість об'єднань художників та залучення глядачів. Це стосується переважно візуальних соціальних інтернет-майданчиків
Спочатку художники-мережевики могли легко відчути свою мінливість, оскільки вони створювали та користувались особистим сайтом. Аналогове чи цифрове мережеве мистецтво надихалося ідеями соціальних змін, теоріями соціальних наук, соціальними утопіями та літературними моделями. З появою Інтернет-культури критика існуючого та ентузіазм щодо соціальних та технічних можливостей набули нових форм. Критичні експериментальні домовленості в таких сферах, як сприйняття, засоби масової інформації та суспільство, не рідкість для мережевого мистецтва. Отже, використання соціальних чи культурних традицій Інтернету в проектах поза технічною структурою Інтернету для змін може бути мережевим мистецтвом.
Мережі не є постійними без позитивної участі учасників, але за певних обставин руйнівні та незручні стратегії мережі можуть бути художньо послідовними.
Перші телематичні мистецькі проекти (див. С. Телематика), які базувались на цифрових мережах, спочатку лише на короткий час виникли як твори мистецтва. У 1980-х роках послідувало художнє використання систем поштових скриньок. Вебсайти були відкриті трохи пізніше, часто новими акторами, як візуальні та акустичні, але також як соціально та політично придатний засіб. Річ (ініціатор та оператор: Вольфганг Штале) можна назвати однією з найважливіших орієнтирів приблизно до 2000 року..

## Віртуальні особистості
Навіть у мережі Mail Art віртуальні особистості створювались за допомогою мережевого спілкування. У неоїстських пропагандистських кампаніях пропагуються особи, в яких може брати участь кожен. Особистість наповнена віртуальним життям через мережу залучених соціальних мереж. Виглядаючи штучною особистістю, вона може розвивати власне комунікативне життя, яке не може контролюватися оригінальними виробниками. Поняття аватари, яке поширене в Інтернеті та у віртуальних світах, вже передбачалося такими діячами в аналогових художніх мережах. Наприклад, у великій пошуковій системі вхід у " Карен Еліот " веде до густоти вебсайтів, де є можливості поспілкуватися з Карен Еліот. Багатоосібність відтворюється як прізвище чи псевдонім для багатьох користувачів.

## Риси нет-арту
Мистецтво прив'язане до мереж, створено завдяки мистецьким ініціативам у творчому процесі, заснованому на технічних мережах поштових та телекомунікаційних послуг.
Інтернет-мистецтво не має цінності для колекціонерів, адже передача прав на твір нет-арту неможлива без його видалення з Мережі. Вилучити об'єкт нет-арту з рідного середовища неможливо. Нет-арт спрямований передовсім на комунікацію з глядачами і залучення нових учасників. Витвори мережевого мистецтва є унікальними і фактично заперечують головні ідеї традиційного мистецтва. Неможливо на виставці побачити твори нет-арту, оскільки вони існують лише в онлайні і є результатом інтерактивності віртуального простору."Мережеве мистецтво":
1. використовує в якості основного засобу вираження Інтернет
2. твором нет-арту (або «мережевого мистецтва») можна назвати арт-проект, в якому Інтернет є обов'язковою умовою для сприйняття твору, вираження ідей художника, або участі (в інтерактивних проектах)
3. часто створюються непрофесіоналами)
4. основа нет-арта — не репрезентація, а комунікація
5. від робіт художників, які використовують комп'ютерні технології, їх відрізняють драйв, незаангажованість і швидкість
6. саме в мережі реалізувалися ідеї художників хепенінга, які прагнули втягнути випадкових перехожих у процес творчості.

## Зразки творів мережевого мистецтва
- Арт-группа Jodi
- «Agatha Happens», — О. Лялина
- «My Boyfriend Came Back From the War», — О. Лялина
- Нет-арт объекты медиахудожника Сергея Коцуна
- «The Internet», — Hi-Res
- «One Mile Scroll»
- «Common name», — Zsolt Veress & Semen Abass

## Жанри і різновиди
Медіамистецтво на сьогодні має багато жанрів та різновидів, які постійно змінюються і розвиваються, зокрема це відеоарт, медіаінсталяції, медіаперформанс, інтернет-арт або нет-арт та інші.
Сайт http://sketch.odopod.com пропонує створювати власні ескізи за допомогою «кольорової крейди». На сайті є віртуальна виставка готових ескізів.
Для колективної віртуальної творчості є сайт www.drawball.com, там кожен відвідувач може доповнити своїм штрихом величезну кулю-картину.
Створювати художні абстракції можна на сайті http://www.isaidif.net/. Створюються оригінальні зображення та анімація.
На http://www.codeorgan.com можна «програти» будь-який вебсайт, скопіювавши його електронну адресу у відведене поле. В основу покладено процес трансмедіації, коли одна знакова система набуває ознаки іншої.

## Правові наслідки
Завдяки їх некомерційному характеру мережеві мистецькі проекти рухаються на законно вільній території. Ні в кого немає z. Б. особисте право на товар, коли йдеться про корисні результати в проектах, спрямованих на літературні, музичні чи графічні твори. І ініціатор, і учасник такого проекту повинні жити з цим фактом: усі результати є загальнодоступними. Навіть за наявності файлів журналів, було б неможливо відновити, кому які IP-адреси згодом будуть призначені. Проблема швидкоплинності віртуальних мережевих об'єктів мистецтва, перевіряльність яких безпосередньо залежить від їхньої доступності в Інтернеті, зрештою від обслуговування проектів мережевими художниками, які мають прямий доступ до сервера, є повністю невирішеною. Подальша реконструкція, як правило, неможлива.